# Probezzia sugiyamai
Probezzia sugiyamai är en tvåvingeart som först beskrevs av Tokunaga 1940.  Probezzia sugiyamai ingår i släktet Probezzia och familjen svidknott. Inga underarter finns listade i Catalogue of Life.